# WorkXPlore 3D
WORKXPLORE es un software desarrollado por Hexagon para visualizar, analizar y colaborar con archivos CAD 2D y 3D. WORKXPLORE destaca por su alta velocidad de importación de ficheros CAD grandes, altas capacidades de análisis geométrico y una interfaz de uso intuitiva y fácil de utilizar incluso para aquellos usuarios inexpertos. Está disponible una versión de prueba gratuita de 30 días

La primera versión fue lanzada en 2008, con soporte desde oficinas de Sescoi en España, Estados Unidos, Francia, Reino Unido, Alemania, Japón, India, China y Corea, así como 50 distribuidores en el mundo.

## Funciones
WORKXPLORE un software visualizador colaborativo diseñado para usuarios que no son expertos en CAD y es muy fácil de utilizar para visualizar cualquier tipo de archivo 2D/3D.
WORKXPLORE permite realizar todo tipo de mediciones en piezas 3D y ofrece unas características de análisis avanzadas que le permiten determinar zonas con negativos, superficies planas, espesor, volúmenes, superficies, peso y también realizar visualizaciones dinámicas. Los diseños 2D no son necesarios ya que puede añadir directamente al modelo 3D medidas geométricas y dimensionales, anotaciones y etiquetas.
WORKXPLORE también permite enviar archivos 3D de piezas y de conjuntos a los clientes, proveedores y otros departamentos de la empresa a través de una aplicación autónoma y muy compacta que puede transmitirse fácilmente como fichero .exe ejecutable. El receptor puede visualizar inmediatamente el modelo 3D recibido y trabajar con él, sin necesidad de instalar ningún programa adicional. WORKXPLORE es extremadamente rápido abriendo y procesando archivos 3D grandes e incluso grandes ensamblajes.
El año 2010 WORKXPLORE fue seleccionado por All Nippon Airways (ANA) para distribuir y compartir archivos CAD para el mantenimiento de la flota de Boeing 787 Dreamliner en Japón. WORKXPLORE está disponible en Español, Inglés, Francés, Alemán, Italiano, Checo, Japonés y Chino, con otros idiomas en desarrollo.

## Formatos CAD leídos
WORKXPLORE permite abrir y visualizar archivos CAD 2D/3D de los siguientes formatos:
- Formatos 2D: DXF, DWG, curvas 2D de WorkNC, CATIA V4 2D, CATIA V5 2D, UG 2D, Pro/E 2D
- Formatos 3D: Mallado (Mesh) o Nube de puntos que incluye (STL (Estereolitografía), OBJ, PLY), IGES (igs, iges), STEP (stp, step), WorkNC 3D (wnc), UGS Parasolid (x_t, xmt_txt, x_b), SolidWorks (Parts, assemblies, drawings & sheet metal -sldprt, sldasm, slddrw), PTC Pro/ENGINEER (prt, asm), CATIA V4 (model, exp, user-def), CATIA V5 (catpart, catproduct, cgr), CATIA V6 (3D XML), UGS Unigraphics 3D (prt, asm), CADDS , SolidEdge (prt, asm), JT (visualization format), Inventor (ipt, iam)
- Formatos NC: ISO Código G, ficheros WORKNC.[3]